# Народний комісар
Наро́дний коміса́р або Нарко́м  — одна з вищих посадових осіб, що входили до складу уряду і очолювали певний народний комісаріат (наркомат)  — центральний орган державного управління окремою сферою діяльності держави, що існували у РРФСР та СРСР.

## Історія
Перша Рада Народних Комісарів була створена 26 жовтня 1917 за 5 років до утворення СРСР. На II-му Всеросійському з'їзді Рад, згідно з конституцією 1918 років, він іменувався Рада Народних Комісарів РРФСР. До створення СРСР у 1922 і утворення Союзного Раднаркому, Рада Народних Комісарів РРФСР фактично координувала взаємодію між радянськими республіками, що виникли на території колишньої Російської імперії.
Згідно з Конституцією РРФСР від 10 липня 1918 року було створено такі народні комісаріати РНК РСФСР, які очолювали народні комісари:
- закордонних справ;
- з військових справ;
- з морських справ;
- з внутрішніх справ;
- юстиції;
- праці;
- соціального забезпечення;
- освіти;
- пошти і телеграфів;
- у справах національностей;
- з фінансових справ;
- шляхів сполучення;
- землеробства;
- торгівлі і промисловості;
- продовольства;
- Державного контролю;
- Вища Рада Народного Господарства;
- охорони здоров'я.